# القوة التنبؤية

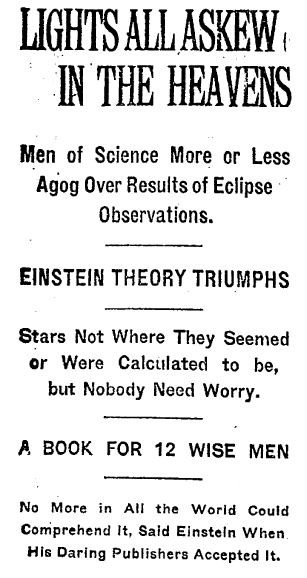

إن مفهوم القوة التنبؤية يختلف عن مفهوم القوة الشارحة و عن القوة الوصفية كذلك (الوصفية حيث أن ظاهرة ما معروفة ضمنًا و مشروحة، و موصوفة من خلال النظرية)، و في هذا فهي تسمح لاختبار الاحتمال أو التوقع للفهم النظري البحت.

## أمثلة
مثال كلاسيكي على القوة التنبؤية للنظرية هو اكتشاف نبتون كنتيجة لتنبؤات تم العمل عليها بواسطة العالم الرياضياتي جون آدمز وأوربين لافيير بناءً عبى نظرية الجاذبية لنيوتن. مثال آخر على النظرية التنبؤية للنظريات أو النماذج هو ديميتري مندلييف باستخدامه بناء الجدول الدوري لتوقع عناصر كيمائية و خصائصها في الجدول لم يتم اكتشافها بعد. كانت تنبؤاته صحيحة بدرجة كبيرة، لكنه أخطأ تقدير الكتلة الذرية النسبية لكل من التيليريم و اليود.
أضف إلى ذلك، تشارلز داروين، استخدم معرفته في التطور عبر نظرية الانتخاب الطبيعي ليتنبأ بأنه طالما أن هناك نبات لديه زهرة بهذا الطول، لا بد أن أن ثمة حيوان طوله 30 سم يتغذى علي هذا النبات و أيضًا للتلقيح، بعد عشرين سنة من وفاة داروين، وجد العلماء هذا التوقع في عثة تدعى هاوك ماث.
مثال آخر على الدقة التنبؤية، هو تبنؤ نظرية أينشتاين العامة للنسبية، بأن طريق الضوء، ينحني في وجود حقل مغناطيسي قوي، تم إثبات ذلك بالتجربة لاحقًا عن طريق البعثة إلى البرازيل و الأطلسي لقياس موقع النجوم خلال كسوف الشمس في العام 1919، حيث تم ملاحظة الأمر من قبل العالم آرثر ايدينجنون، و الذي أكّد بذلك نظرية آينشتاين. على الرغم من أنه تم انتقاد القياسات بأن فيها أخطاء في طريقة القياس إلا أن القياسات الحديثة  تقترح أن قياسات أدينجتون كانت صحيحة، تم أخذ قياسات أدق باستخدام أشعة الراديو، و تم تأكيد دقة القياس.

## تطبيقات
النظرية النسبية العامة، لا تتنبأ فحسب بانحناء الضوء، تتنبأ كذلك بظواهر أخرى كثيرة. مؤخرًا، حسابات الوقت الدقيقة للساتالايت نجحت بقياس تنبؤات، اليوم ساهمت في الطريقة التي نستخدمها لتحديد المواقع في خاصية الجي بي أس. لو لم تكن للنظرية قوة تنبؤية، لم تكن لتستخدم في أي تطبيق.